# Beratungslehrkraft
Beratungslehrkräfte sind Lehrkräfte aller Schularten, die eine zusätzliche pädagogisch-psychologische Qualifikation aufweisen. Ausbildung und Tätigkeitsfeld sind in Deutschland je nach Bundesland gesondert geregelt. Allgemeine Aufgabenfelder von Beratungslehrkräften sind Schullaufbahnberatung, pädagogisch-psychologische Beratung, Beratung von Schule und Lehrkräften, die Zusammenarbeit mit anderen Beratungsdiensten sowie Öffentlichkeitsarbeit. Sie unterstützen Schulleitung, Lehrkräfte, Erziehungsberechtigte und Schüler bei Lern-, Leistungs- und Verhaltensschwierigkeiten sowie erzieherischen Problemen. Sie beraten zu Fragestellungen des Bildungsweges von Schülern. Beratungslehrkräfte bieten Beratung in der Gruppe sowie Einzelfallhilfe an. Sie arbeiten auf der Grundlage psychologisch-pädagogischer Erkenntnisse und Methoden und beraten auf der Basis wissenschaftlicher Theorien und Modelle. Eine Abgrenzung zur Tätigkeit eines Schulpsychologen ist schwierig.